# علم جمهورية ألطاي
اعتمد علم جمهورية ألطاي (بالألطاية الجنوبية: Алтай Республиканыҥ маанызы) الحالي في 24 نيسان - أبريل من سنة 2003 ويتكون علم جمهورية ألطاي من أربعة أشرطة مرتبة بصورة أفقية باللونين الأبيض والأزرق عرض الخطوط من أعلى إلى أسفل هو 67+4+4+25. يرمز اللون الأبيض إلى الخلود والحب وتوافق الشعوب داخل الجمهورية. الأزرق يرمز إلى النظافة والجبال والأنهار والبحيرات والسماء.